# Lữ đoàn 055
Lữ đoàn 055 (hoặc Lữ đoàn Ả Rập 55) là một tổ chức du kích tinh nhuệ được Al Qaeda tài trợ và huấn luyện đã được hợp nhất vào quân đội Taliban từ năm 1995 đến năm 2001. Lữ đoàn bao gồm chủ yếu là những chiến binh du kích nước ngoài (Mujahideen) từ Trung Đông, Trung Á và Đông Nam Á vốn có một số hình thức kinh nghiệm chiến đấu hoặc từng chiến đấu chống lại cuộc xâm lược của Liên Xô trong thập niên 1980 hay ở nơi khác. Họ được trang bị các loại vũ khí do Liên Xô để lại, cũng như một số do chính phủ Sudan và Taliban cung cấp. Lữ đoàn còn là người thụ hưởng mạng lưới các viên chức thu mua toàn cầu của Al Qaeda để nhận các thiết bị tinh vi bao gồm cả điện thoại vệ tinh, kính nhìn đêm và thậm chí cả máy bay.
Báo cáo từ tạp chí Time chỉ ra rằng các thành viên của Lữ đoàn 055 thường được triển khai trong các nhóm nhỏ hơn để giúp củng cố các thành viên Afghanistan chính quy của Taliban. Điều này thường được thực hiện thông qua các mối đe dọa hay hăm dọa dành cho việc thi hành kỷ luật và cam kết triết lý Mujahedin. Ước tính về số quân của Lữ đoàn 055 còn đôi chỗ khác nhau, tuy nhiên người ta vẫn tin rằng vào lúc cao điểm họ có trong tay khoảng từ 1000 đến 2000 quân. Lữ đoàn 055 bị tổn thất nặng trong chiến tranh Afghanistan năm 2001 và nhiều người đã bị quân đội Mỹ bắt làm tù binh. Những người sống sót buộc phải rút lui với Osama bin Laden đến khu vực biên giới Afghanistan-Pakistan để tập hợp lại với ý định tiến hành một chiến dịch kéo dài.
Theo các nhà phân tích chống khủng bố của Lực lượng Đặc nhiệm Guantanamo thì lữ đoàn là một đơn vị gồm các chiến binh nước ngoài tại Afghanistan dưới sự chỉ huy của Osama bin Laden. Các nhà phân tích JTF-GTMO nói rằng, dưới sự chỉ huy của bin Laden, Lữ đoàn Ả Rập 55 đã được hợp nhất vào quân đội Taliban. Abdul Hadi al-Iraqi đã được khẳng định là đang trực tiếp kiểm soát việc tác chiến. Mustafa Mohamed Fadhil là chỉ huy thứ hai của ông.
Một bản Tóm lược Bằng chứng ghi nhớ chuẩn bị cho Bảng Nhận xét Hành chính thường niên lần đầu của tù nhân Guantanamo Said Ibrahim Ramzi Al Zahrani vào 14 tháng 10 năm 2005 đã nêu rõ:
- Nghi phạm đã dành hai ngày tại nhà Muaz ở Kabul và sau đó lấy một chiếc xe tải chạy tới tiền tuyến. Hắn được giao một khẩu súng Kalashnikov [sic] với bốn băng đạn và hai quả lựu đạn. Sau đó nghi phạm được gửi đến một boongke phải đối mặt với Liên minh phương Bắc ở một vị trí được gọi là Điểm Bilal.
- Đơn vị Bilal là một phần của Lữ đoàn Ả Rập 55.
- Lực lượng Al Qaeda hoặc Lữ đoàn Ả Rập 55 là đội hình chính của Osama bin Laden nhằm hỗ trợ các mục tiêu của Taliban. Nguồn tin chỉ ra rằng tư tưởng của những người trong Lữ đoàn Ả Rập 55 gồm sự tự nguyện xả thân cho các mục tiêu chiến thuật như tuyên bố của Osama bin Laden và Taliban.

Theo cuốn Warlords Rising: Confronting Violent Non-State Actors năm 2005 thì Lữ đoàn Ả Rập 55 là một đơn vị cơ giới. Còn theo cuốn Long War Journal thì Lữ đoàn Ả Rập 55 được tái lập như là một phần của Lashkar al Zil của Taliban hoặc Đội Quân Bóng Đêm.